# Charlie Drake
Charlie Drake (19 de junio de 1925 – 23 de diciembre de 2006) fue un actor, humorista, escritor y cantante británico. Caracterizado por su pequeña estatura, su pelo rojo y rizado y su gusto por el slapstick, fue un comediante popular entre el público infantil en sus primeros años.

## Biografía
Su verdadero nombre era Charles Edward Springall, y nació en Londres. Su nombre artístico deriva del nombre de soltera de su madre.
Drake actuó por primera vez en el teatro a los ocho años de edad y, tras dejar los estudios hizo giras por los clubes de trabajadores. Tras servir en la Royal Air Force durante la Segunda Guerra Mundial, Drake se convirtió en profesional, debutando en la televisión en 1953 con el programa The Centre Show. Posteriormente se unió a su camarada durante la guerra, Jack Edwardes, con el cual formó un dúo humorístico llamado "Mick and Montmorency". En 1954 actuó con Bob Monkhouse en el film "Fast and Loose". 
Intervino en los programas televisivos Laughter in Store (1957), Drake's Progress (1957), Charlie Drake In… (1958 a 1960) y The Charlie Drake Show (1960 to 1961). La emisión de Charlie Drake Show por la BBC tuvo que suspenderse en 1961 a causa de un accidente sufrido por el actor mientras rodaba una escena cómica. Sufrió una fractura de cráneo, permaneciendo inconsciente tres días. No volvió a la pantalla hasta pasados dos años tras el accidente.
La fama televisiva le facilitó rodar cuatro películas, aunque ninguna tuvo un gran éxito — Sands of the Desert (1960), Petticoat Pirates (1961), The Cracksman (1963) y Mr Ten Percent (1967). Volvió al medio televisivo en 1963 de nuevo con The Charlie Drake Show, ganando por ello una Rosa de Oro en 1968.
Otros de sus shows fueron Who is Sylvia (1967) y Slapstick and Old Lace (1971), pero el más aplaudido fue The Worker (1965 a 1970).

### The Worker
En The Worker (Associated Television/Independent Television (ITV)) interpretó a un trabajador en situación perpetua de paro el cual, en cada episodio, era enviado para iniciar un nuevo trabajo por el siempre frustrado Mr. Pugh (Henry McGee), de la local agencia de empleo. Todos los trabajos finalizaban en un desastre.
Grabó también un buen número de discos, la mayoría producidos por George Martin para el sello Parlophone, (ver Discografía). El primero, Splish Splash, una versión de un tema de rock and roll originalmente grabado por Bobby Darin, entró en la lista de los 10 discos más vendidos del Reino Unido, pero el resto fueron principalmente canciones humorísticas. Una de ellas, My Boomerang Won't Come Back, llegó a tener un modesto éxito en los Estados Unidos, donde la mayor parte de su trabajo no era conocida. 
Peter Gabriel, tras dejar Genesis a finales de 1975, produjo el sencillo "You Never Know" para Drake (UK Charisma), pero tuvo pocas ventas.

### Últimos años de carrera
Drake volvió a la interpretación seria en la década de 1980, ganándose a la crítica por su papel de Touchstone en la obra de Shakespeare Como gustéis (en el Festival de Ludlow), así como un premio por su trabajo en la pieza de Harold Pinter The Caretaker. Drake también fue Smallweed en la adaptación de la BBC de Bleak House (1985). Otro telefilme de la BBC en el que actuó fue Filipina Dreamgirls. Sus últimas actuaciones teatrales fueron con Jim Davidson, en una versión adulta de Cenicienta llamada SINderella.

### Retiro
Drake sufrió un ictus en 1995, tras lo cual se retiró, permaneciendo en la Brinsworth House, en Londres, una casa de acogida para actores y artistas, regida por la Entertainment Artistes' Benevolent Fund. Allí permaneció hasta el momento de su muerte, ocurrida el 23 de diciembre de 2006, tras sufrir nuevos ictus la noche previa.

## Discografía
- Splish Splash / Hello My Darlings (1958) #7
- Volare / Itchy Twitchy Feeling (1958) #28
- Tom Thumb's Tune / Goggle Eye Ghee (1958)
- Sea Cruise / Starkle Starkle Little Twink (1959)
- Naughty / Old Mr Shadow (1960)
- Mr Custer / Glow Worm (1960) #12
- My Boomerang Won't Come Back / She's My Girl (1961) #14 ;#21 U.S.; #1 Australia
- Tanglefoot / Drake's Progress (1962)
- I Bent My Assegai / Sweet Freddy Green (1962)
- I've Lost The End Of My Yodel / I Can, Can't I (1963)
- I'm Too Heavy For The Light Brigade / The Reluctant Tight-Rope Walker (1964)
- Charles Drake 007 / Bumpanology (1964)
- Only A Working Man / I'm A Boy (1965)
- Don't Trim My Wick / Birds (1966)
- Who Is Sylvia / I Wanna Be A Group (1967)
- Puckwudgie / Toffe And Tears (1972) #47
- You Never Know (1976) (producida por Peter Gabriel)
- Super Punk Parodia, 1976)